# Каннегісер Йоаким Самуїлович

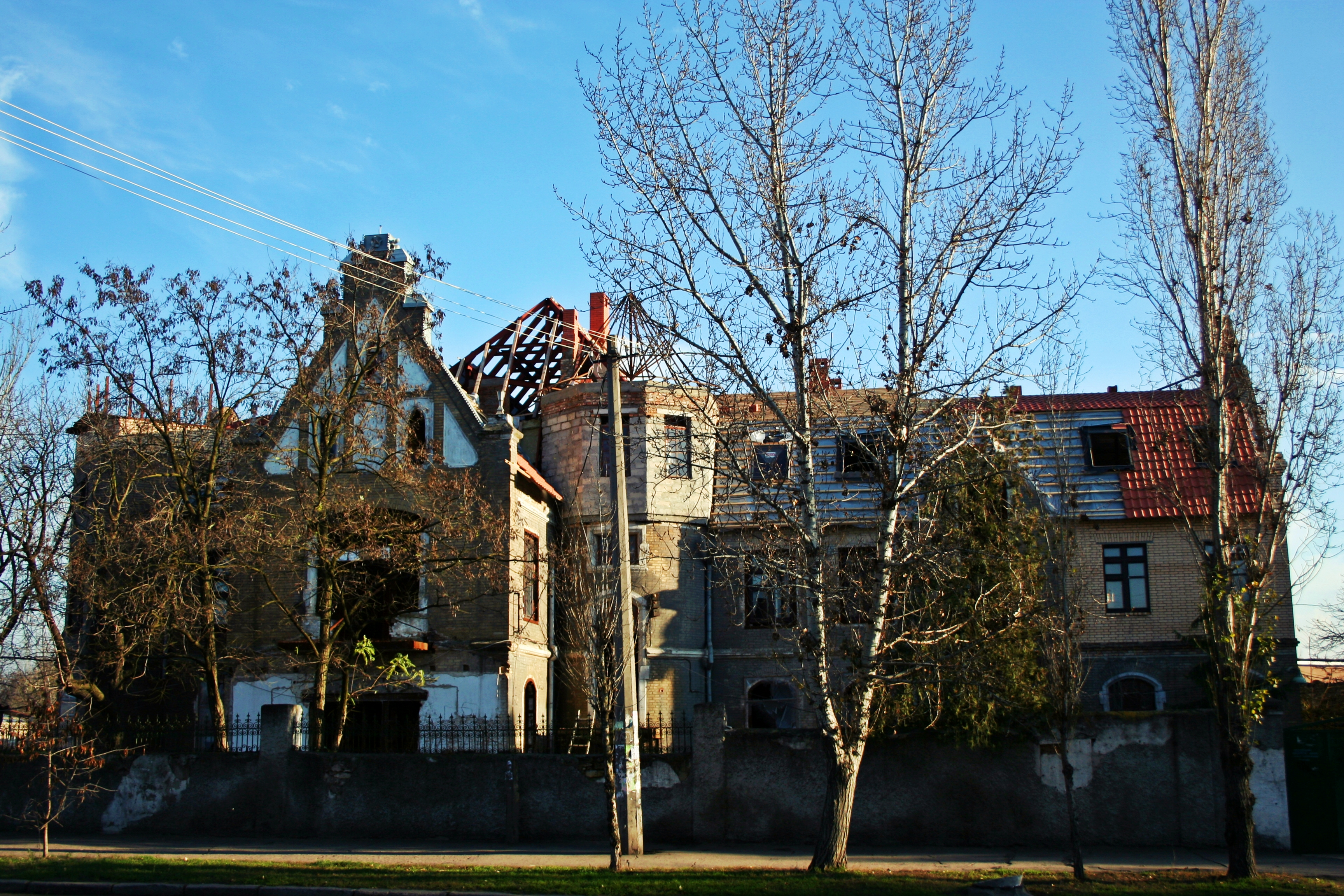
Будинок Каннегісера у Миколаєві

Йоаким Самуїлович Каннегісер (1860, Житомир, Російська імперія — 1930, Париж, Франція) — російський інженер, суднобудівник, організатор виробництва і теоретик в галузі організації виробництва, промисловий магнат. Колезький радник. Дворянин. Член президії Військово-промислового комітету при Тимчасовому уряді Росії. Батько Леоніда Каннегісера, убивці голови Петроградської ЧК Мойсея Урицького.

## Життєпис
Мати єврейського походження, Розалія Еммануїлівна Мандельштам (1833—1905) — рідна сестра історика російської літератури і лексикографа Осипа Мандельштама і офтальмолога, вченого-медика Макса Мандельштама (1839—1912), завідувача кафедрою очних хвороб київського Імператорського університету Святого Володимира. Батько — лікар Самуїл Хаїмович Каннегісер (1826 Житомир, — ?), потомствений дворянин (1883) і статський радник, в 1862 році служив молодшим, потім старшим ординатором Житомирського військового шпиталю.
Навчався у Першій житомирської гімназії. У 1881 році закінчив математичне відділення Імператорського університету Святого Володимира в Києві, а в 1884 році — Петербурзький інститут інженерів шляхів сполучення. Працював на будівництві Сибірських залізниць Єкатеринбург—Тюмень (1884—1885) і Єкатеринбург—Челябінськ—Курган—Омськ (1886—1893). У 1894—1899 роках був приват-доцентом в Інституті інженерів шляхів сполучення, розробив і вів курс тунельних робіт, опублікував «Матеріали для курсу будівельних робіт».
З 1895 року перебував членом «анонімного товариства суднобудівних, механічних і ливарних заводів в місті Миколаєві». В 1899—1907 роках — директор суднобудівного заводу «Наваль» (Миколаїв), в 1900 обраний директором-розпорядником товариства (1900—1909). З 1907 року — директор правління Товариства миколаївських заводів в Санкт-Петербурзі. У 1910 році очолив «Товариство Миколаївських заводів і верфей», в 1911 році керував роботами по створенню першого турбінного крейсера в Росії — «Адмірал Лазарєв» (згодом «Червоний Кавказ»). Керував проектом створення «Краба» — першого в світі підводного мінного загороджувача. Був директором правління Російського акціонерного товариства «Металізатор» в Санкт-Петербурзі.
Будучи директором суднобудівного виробництва в Миколаєві увів ряд нововведень у сфері організації праці: скасував обшуки на прохідній, скоротив робочий день по суботах, стежив за ввічливим ставленням керівництва до робітників, призначив полуторну оплату за понаднормові роботи. У Миколаєві сім'я жила в будинку Аркасів на розі Великої Морської і Артилерійській вулиць, згодом — в особняку на Кур'єрській вулиці (нині пам'ятник стилю модерн у місті).
У роки Першої світової війни служив консультантом з питань оснащеності двигунами і озброєння бойових морських суден в Військово-морському відомстві. У 1917 році — член президії Військово-промислового комітету при Тимчасовому уряді Росії (також був членом його Заводського комітету), який після жовтневого перевороту був перейменований в Центральний народно-промисловий комітет. Родина жила у Саперному провулку, будинок № 10, кв. 5. У цій квартирі проводилися збори технічної інтелігенції міста, а також літературні вечори.

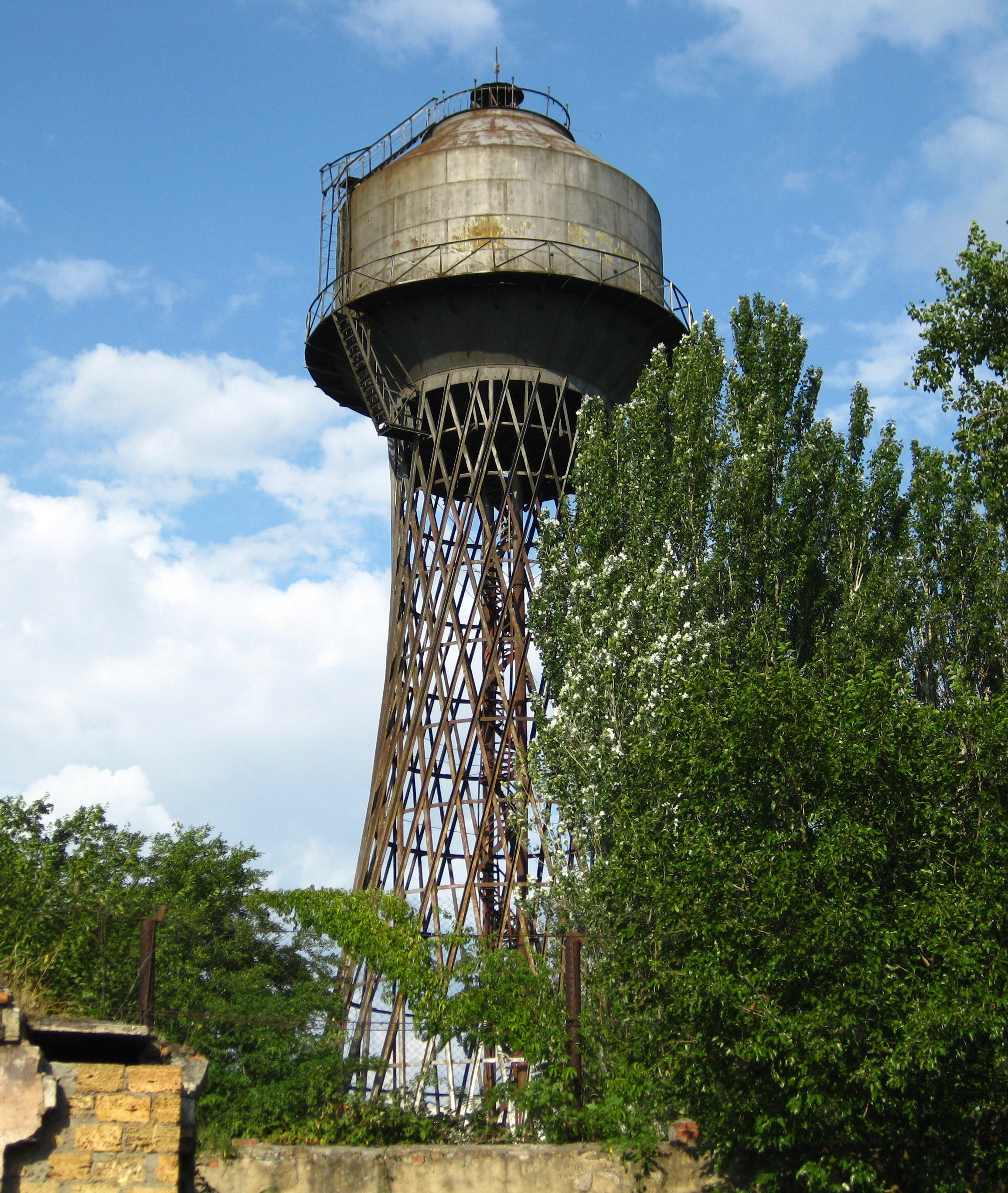
Шуховська вежа у Миколаєві, зведена у 1906—1907 роках за сприяння Каннегісера неподалік його дому

Автор ряду наукових праць в галузі будівельної інженерії та організації виробництва, у тому числі соціального партнерства, мотивації праці, теорії управління, підручника «Практичний посібник з адміністративно-господарської організації виробничих підприємств, зокрема металообробних» (СПб, 1916), який згодом вийшов в розширеному вигляді в 3-х томах під тією ж назвою. У 1904—1905 роках — редактор збірок «Записки Миколаївського відділення Російського технічного товариства».
Займався благодійністю: в Миколаєві з його ім'ям пов'язані театр, лікарня, «Сад тверезості», їдальня, водопровід і спорудження водонапірної башти Шухова, введення трамваю. Один із засновників «Товариства заохочення вищих знань серед євреїв».
Після вбивства сином Леонідом голови Петроградської ЧК Мойсея Урицького разом з дружиною і дочкою перебував під арештом (30 серпня — 24 січень 1918 року), після звільнення служив в раднаргоспі. Повторно заарештований в березні 1921 року. У 1924 році емігрував з дружиною і дочкою до Парижу. Разом з дружиною в 1928 році опублікував у Парижі щоденникові записи і вірші сина — Леоніда Каннегісера, розстріляного в 1918 році.